# 阿尼尔·库马尔·特里古纳亚特
阿尼尔·库马尔·特里古纳亚特（1956年4月7日—），常作阿尼尔·特里古纳亚特（英語：Anil Trigunayat），印度前外交官，曾任印度駐約旦大使、印度駐利比亞大使兼駐馬耳他高級專員。

## 经历
阿尼尔·库马尔·特里古纳亚特生於1956年4月7日。特里古纳亚特擁有物理學研究生學位，並在賈瓦哈拉爾·尼赫魯大學學習了俄羅斯歷史、文學和語言。他還曾作為訪問學者，在牛津大學進行了關於世界貿易組織與區域貿易集團的研究。
特里古纳亚特曾在印度駐科特迪瓦、孟加拉國、蒙古國、美國、俄羅斯、瑞典和尼日利亞的外交使團工作。在印度外交部，他曾在經濟司、西亞和北非司及領事司工作。他還曾擔任印度外交部海灣國家和朝覲司的聯祕。其後，他擔任了印度駐俄羅斯大使館大使級別的副使團團長。
2012年4月9日，特里古纳亚特被任命爲下一任印度駐利比亞大使。2012年6月至2014年6月，任印度駐利比亞大使，兼任印度駐馬耳他高級專員。
2014年3月25日，被任命爲下一任印度駐約旦大使。6月22日，遞交國書副本。2016年5月退休。

## 個人生活
特里古纳亚特是全印度管理協會（All India Management Association）和德里管理協會（DMA）會員。他也是印度牛津劍橋協會（Oxford and Cambridge Society of India）會員和布魯塞爾國際貿易理事會（International Trade Council）榮譽會員。
特里古纳亚特通曉法語、俄語和西班牙語。已婚，育有一女。

## 外部鏈接
- Ambassador Anil Trigunayat – Indus Research